# Liga Nacional de Voleibol Masculino
Liga Nacional de Voleibol Masculino foi uma competição organizada anualmente pela Confederação Brasileira de Voleibol (CBV), correspondente à segunda divisão do Campeonato Brasileiro de Voleibol que inicialmente dava acesso ao seu campeão à Superliga. Em 2012, com a criação da série B da Superliga, o torneio tornou-se o terceiro nível do voleibol nacional, servindo como acesso à Série B. Foi disputado pela última vez em 2013.

## Última edição
Equipes que disputaram a fase final da temporada 2013:
| Equipe          | Cidade              | Última participação | Temporada 2010/2011 |
| --------------- | ------------------- | ------------------- | ------------------- |
| Blumenau        | Blumenau            | estreante           | -                   |
| Clube do Remo   | Belém               | estreante           | -                   |
| Escola do Corpo | São José dos Campos | estreante           | -                   |
| Funvic          | Pindamonhangaba     | estreante           | -                   |
| Rio Negro       | Manaus              | estreante           | -                   |
| Sport Recife    | Recife              | estreante           | -                   |
| UFJF            | Juiz de Fora        | estreante           | -                   |
| UPIS Brasília   | Brasília            | estreante           | -                   |

## Resultados
| LIGA NACIONAL DE VOLEIBOL MASCULINO | LIGA NACIONAL DE VOLEIBOL MASCULINO | LIGA NACIONAL DE VOLEIBOL MASCULINO | LIGA NACIONAL DE VOLEIBOL MASCULINO |
| 2ª Divisão Nacional                 | 2ª Divisão Nacional                 | 2ª Divisão Nacional                 | 2ª Divisão Nacional                 |
| Ano                                 | Campeão                             | Vice                                | 3º lugar                            |
| ----------------------------------- | ----------------------------------- | ----------------------------------- | ----------------------------------- |
| 2002                                | Santa Catarina VC                   | UCS                                 | Minas Náutico TC                    |
| 2003                                | UCS                                 | Minas Náutico TC                    | AD Santo André                      |
| 2004                                | On Line                             | Minas Náutico TC                    | UPIS Brasília                       |
| 2005                                | Cimed EC                            | CA Aramaçan                         | WEC Campinas                        |
| 2006                                | GRER Araçatuba                      | ABPV Blumenau                       | ASE Sada Betim                      |
| 2007                                | Bento Vôlei                         | UPIS Brasília                       | Uberlândia TC                       |
| 2008                                | CN Araraquara                       | UPIS Brasília                       | Unifor                              |
| 2009                                | UPIS Brasília                       | ABPV Blumenau                       | Volta Redonda FC                    |
| 2010                                | Volta Redonda FC                    | Unifor                              | APV Chapecó                         |
| 2011                                | ABPV Blumenau                       | UFJF                                | FUNVIC Pindamonhangaba              |
| 3ª Divisão Nacional                 |                                     |                                     |                                     |
| Ano                                 | Campeão                             | Vice                                | 3º lugar                            |
| 2012                                | EC São José dos Campos              | APV Chapecó                         | Unifor                              |
| 2013                                | ACBD Rio Claro                      | EC Vitória                          | FME Içara                           |